# Armin Fuhrer
Armin Fuhrer (* 1963 in Düsseldorf) ist ein deutscher Journalist und Publizist.

## Leben
Fuhrer studierte Geschichte, Politikwissenschaft und Öffentliches Recht an den Universitäten Göttingen und Hamburg. Während des Studiums sammelte er bereits erste journalistische Erfahrungen als freier Mitarbeiter bei zwei Hamburger Zeitungen. Anschließend besuchte er die Journalistenschule des Axel-Springer-Verlages, bevor Fuhrer 1994 zur Tageszeitung Die Welt kam. Dort war er bis Ende 2000 unter anderem als innenpolitischer Redakteur und Parlamentskorrespondent tätig. Anfang 2001 wechselte Fuhrer zum Nachrichtenmagazin Focus, wo er zunächst als Hauptstadt-Korrespondent in Berlin tätig war und bis 2015 als Redakteur im Ressort Investigation arbeitete.
Neben seiner journalistischen Tätigkeit veröffentlichte er mehrere Bücher. Schwerpunktmäßig befasst er sich in seinen Publikationen mit der jüngeren deutschen Geschichte, widmet sich aber auch dem aktuellen politischen Zeitgeschehen. So veröffentlichte er im Jahre 2006 eine Biografie über den späteren deutschen Bundespräsidenten Christian Wulff, die 2010 in zweiter Auflage erschien.

## Schriften
- 1968. Ein Jahr verändert Deutschland. Palm, Berlin 2017, ISBN 978-3-944594-83-5.
- mit Norman Haß: Eine Freundschaft für Europa. Der lange Weg zum Elysée-Vertrag. Olzog, München 2013, ISBN 978-3-7892-8214-0.
- Herschel. Das Attentat des Herschel Grynszpan am 7. November 1938 und der Beginn des Holocaust. Berlin-Story-Verlag, Berlin 2013, ISBN 978-3-86368-101-2.
- Tod in Davos. David Frankfurter und das Attentat auf Wilhelm Gustloff (= Reihe ZeitgeschichteN. Bd. 9). Metropol, Berlin 2012, ISBN 978-3-86331-069-1.
- mit Stefan Appelius: Das Betriebssystem erneuern. Alles über die Piratenpartei. Berlin-Story, Berlin 2012, ISBN 978-3-86368-056-5.
- Ernst Thälmann. Soldat des Proletariats. Olzog, München 2011, ISBN 978-3-7892-8236-2.
- Hitlers Spiele. Olympia 1936 in Berlin. Be.bra, München 2011, ISBN 978-3-89809-089-6.
- Christian Wulff. Die Biografie. 2. aktualisierte Auflage. Olzog, München 2010, ISBN 978-3-7892-8267-6.
- mit Heinz Schön: Erich Koch, Hitlers brauner Zar. Gauleiter von Ostpreußen und Reichskommissar der Ukraine. Olzog, München 2010, ISBN 978-3-7892-8305-5.
- Wer erschoss Benno Ohnesorg? Der Fall Kurras und die Stasi. Be.bra, Berlin 2009, ISBN 978-3-89809-087-2.
- Von Diktatur keine Spur? Mythen und Fakten über die DDR. Olzog, München 2009, ISBN 978-3-7892-8309-3.
- Die Todesfahrt der „Gustloff“. Porträts von Überlebenden der größten Schiffskatastrophe aller Zeiten. Olzog, München 2007, ISBN 978-3-7892-8235-5.
- Christian Wulff. Der Marathonmann. Olzog, München 2006, ISBN 3-7892-8167-0.
- Erich Koch. Hitlers brauner Zar: Gauleiter von Ostpreußen und Reichskommissar der Ukraine. Lau-Verlag, Reinbek 2017, ISBN 978-3-95768-190-4.
- Görings NSA: Das »Forschungsamt« im Dritten Reich. Die unbekannte Geschichte des größten Geheimdienstes der Nazis. Lau-Verlag, Reinbek 2019, ISBN 978-3-95768-194-2.
- Emil Ludwig. Verehrt, verfemt, verbrannt. Eine Biografie. Lau Verlag, Reinbek 2021, ISBN 978-3-95768-225-3.
- Hunger & Ekstase. Berlin 1922/23. BeBra Verlag, Berlin 2022. ISBN 978-3-96201-086-7
- Sextropolis. Anita Berber und das wilde Berlin der Zwanzigerjahre. BeBra Verlag, Berlin 2024. ISBN 978-3-8148-0303-6.
- Ligurisches Erbe. Kriminalroman. Gmeiner, Meßkirch 2025, ISBN 978-3-8392-0887-8.